# World Soundtrack Awards
De World Soundtrack Awards, opgericht in 2001, zijn een jaarlijkse reeks prijzen voor beste filmmuziek, die worden uitgereikt tijdens Film Fest Gent. De World Soundtrack Academy ondersteunt de kunst van filmmuziek door middel van culturele, educatieve en professionele activiteiten. Het evenement vindt jaarlijks plaats in Gent, België, met de ceremonie in de Capitole of in de Bijloke.

## Awards
De awards zijn:
- Film Composer of the Year
- Television Composer of the Year
- Best Original Song
- Discovery of the Year
- Game Music Award
- WSA Industry Award
- Public Choice Award
- Lifetime Achievement Award
- Sabam Award for the Best Original Composition by a Young Composer
- Best Original Score for a Belgian Production

## Achtergrond
De prijswinnaars worden bekendgemaakt tijdens het jaarlijkse World Soundtrack Awards Concert & Ceremony. Tijdens het concert brengt Brussels Philharmonic, onder leiding van Maestro Dirk Brossé, muziekdirecteur van Film Fest Gent, een selectie muziek van de eregast en de winnaar van de Lifetime Achievement Award. Traditioneel wordt de winnaar van Film Composer of the Year uitgenodigd om het jaar daarop in Gent een avondvullend concert te brengen met zijn muziek.
De officiële instelling achter de WSAwards is de World Soundtrack Academy. De WSAcademy is een internationale gemeenschap van filmcomponisten en professionals uit de industrie die de kunst van filmmuziek ondersteunt door middel van culturele, promotionele, educatieve en professionele activiteiten. De WSAcademy promoot filmmuziek wereldwijd door de jaarlijkse uitreiking van de WSAwards en door de ontwikkeling van andere promotionele activiteiten. De WSAcademy ondersteunt zowel opkomende als gevestigde componisten voor film en televisie.
Door de organisatie van filmmuziekseminaries, masterclasses, workshops en andere activiteiten op Film Fest Gent draagt de WSAcademy actief bij tot de opleiding en studie van filmmuziek. De WSAcademy zet zich in voor het behoud van de geschiedenis van filmmuziek door middel van cd-opnames, publicaties en de ontwikkeling van een archief.
Het festival kreeg veel lof voor de manier waarop het als een van de eerste festivals filmmuziek een centrale rol gaf. Daarin speelde het een belangrijke pioniersrol. Ook de vele concerten die het festival organiseerde, waaronder het allereerste concert ooit van muziek van Hans Zimmer, oogstten veel bijval.

## Winnaars

### 2023
- Film Composer of the Year: Hauschka (War Sailor, All Quiet on the Western Front, Memory of Water)
- Television Composer of the Year: Nicholas Britell (Andor, Succession)
- Best Original Song: "Your Personal Trash Man Can" from The Marvelous Mrs. Maisel (written by Thomas Mizer & Curtis Moore, performed by Phillip Attmore, Jake Corcoran, RJ Higton, Tommy Sutter & Cast)
- Discovery of the Year: Simon Franglen (Avatar: The Way of Water)
- Best Original Score for a Belgian Production: Dirk Brossé (Onze Natuur)
- SABAM Award for the Best Original Composition by a Young International Composer: Alec Sievern
- Public Choice Award: Amelia Warner (Mr. Malcolm's List)
- Game Music Award: Narayana Johnson (Cult of the Lamb)
- Lifetime Achievement Award: Nicola Piovani en Laurence Rosenthal
- WSA Industry Award: Robert Townson

### 2022
- Film Composer of the Year: Jonny Greenwood (The Power of the Dog, Spencer)
- Television Composer of the Year: Nicholas Britell (Succession)
- Best Original Song: "No Time to Die" from No Time to Die (Billie Eilish, Finneas O'Connell, Steph Jones, Jordan Powers & Taura Stinson)
- Discovery of the Year: Eiko Ishibashi (Drive My Car)
- Public Choice Award: Joseph Metcalfe, John Coda, Grant Kirkhope (The King’s Daughter)
- SABAM Award for the Best Original Composition by a Young International Composer: Giacomo Rita
- Best Original Score for a Belgian Production: The Penelopes for the movie SpaceBoy
- Lifetime Achievement Award: Bruno Coulais
- WSA Industry Award: Catherine Joy for Alliance for Women Film Composers

### 2021
- Film Composer of the Year: Daniel Pemberton (Rising Phoenix, Enola Holmes & The Trial of the Chicago 7)
- Television Composer of the Year: Carlos Rafael Rivera (The Queen’s Gambit & Hacks - Season 1)
- Best Original Song: "Call Me Cruella” from Disney’s Cruella (Nicholas Britell, Florence Welch, Steph Jones, Jordan Powers & Taura Stinson)
- Discovery of the Year: Nainita Desai (The Reason I Jump)
- Public Choice Award: Benji Merrison (SAS: Red Notice)
- Lifetime Achievement Award: Eleni Karaindrou
- SABAM Award for the Best Original Composition by a Young International Composer: Dougal Kemp

### 2020
- Film Composer of the Year: Hildur Guðnadóttir for Joker
- Television Composer of the Year: Nicholas Britell for Succession
- Best Original Song Written Directly for a Film: "Stand Up" from Harriet (written by Joshuah Brian Campbell, Cynthia Erivo and performed by Cynthia Erivo)
- Discovery of the Year: Bryce Dessner for The Two Popes
- Best Original Score for a Belgian Production: Torpedo by Hannes De Maeyer
- Public Choice Award: Klaus (Alfonso González Aguilar)
- Lifetime Achievement Award: Gabriel Yared
- SABAM Award for the Most Original Composition by a Young International Composer: Ana Kasrashvili

### 2019
- Film Composer of the Year: Nicholas Britell for If Beale Street Could Talk, Vice
- Television Composer of the Year: Hildur Guðnadóttir for Chernobyl, Ófærð (Trapped)
- Best Original Song Written Directly for a Film: "Shallow" from A Star is Born (written by Lady Gaga, Andrew Wyatt, Anthony Rossomando, Mark Ronson, and performed by Lady Gaga and Bradley Cooper)
- Discovery of the Year: Michael Abels for Us
- Best Original Score for a Belgian Production: Duelles (Mothers' Instinct) by Frédéric Vercheval
- Public Choice Award: John Powell for How to Train Your Dragon: The Hidden World
- Lifetime Achievement Award: Krzysztof Penderecki and Frédéric Devreese
- SABAM Award for the Most Original Composition by a Young International Composer: Pierre Charles

### 2018
- Film Composer of the Year: Jóhann Jóhannsson for Last and First Men, Mandy, Mary Magdalene (co-composed with Hildur Guðnadóttir), The Butcher, The Whore and the One-Eyed Man, and The Mercy
- Television Composer of the Year: Ramin Djawadi for Game of Thrones (Season 7), The Strain (Season 4), and Westworld (Season 2)
- Best Original Song Written Directly for a Film: "Black Panther" from Black Panther (Kendrick Duckworth, Mark Spears, Kevin Gomringer, Tim Gomringer and Matt Schaeffer)
- Discovery of the Year: Tamar-kali for Mudbound
- Best Original Score for a Belgian Production: Zagros by Rutger Reinders
- Public Choice Award: Nostalgia (Laurent Eyquem)
- Lifetime Achievement Award: Philippe Sarde
- SABAM Award For the Most Original Composition by a Young International Composer: Logan Nelson

### 2017
- Film Composer of the Year: Jóhann Jóhannsson for Arrival
- Television Composer of the Year: Rupert Gregson-Williams for The Crown
- Best Original Song Written Directly for a Film: "City of Stars" from La La Land (Justin Hurwitz)
- Discovery of the Year: Nicholas Britell for Moonlight
- Best Original Score for a Belgian Production: Sprakeloos by Jef Neve (film of Hilde Van Mieghem)
- Public Choice Award: Viceroy's House (A.R. Rahman)
- Lifetime Achievement Award: David Shire
- SABAM Award For the Most Original Composition by a Young International Composer: Gavin Brivik

### 2016
- Film Composer of the Year: Carter Burwell for Carol
- Television Composer of the Year: Jeff Beal for House of Cards
- Best Original Song Written Directly for a Film: "None of Them Are You" from Anomalisa (Charlie Kaufman and Carter Burwell)
- Discovery of the Year: Joe Kraemer for Mission: Impossible – Rogue Nation
- Best Original Score for a Belgian Production: Cafard by Hans Helewaut
- Public Choice Award: Carol (Carter Burwell)
- Lifetime Achievement Award: Ryuichi Sakamoto
- SABAM Award For the Most Original Composition by a Young International Composer: Sándor Török

### 2015
- Film Composer of the Year: Michael Giacchino for Dawn of the Planet of the Apes, Inside Out, Jupiter Ascending, Jurassic World, and Tomorrowland
- Best Original Film Score of the Year: Birdman (Antonio Sánchez)
- Best Original Song Written Directly for a Film: "The Apology Song" from The Book of Life (Paul Williams and Gustavo Santaolalla)
- Discovery of the Year: Antonio Sánchez for Birdman
- Public Choice Award: The Maze Runner (John Paesano)
- Lifetime Achievement Award: Patrick Doyle
- SABAM Award For the Most Original Composition by a Young International Composer: Peer Kleinschmidt

### 2014
- Film Composer of the Year: Alexandre Desplat for The Grand Budapest Hotel, Godzilla, The Monuments Men, Venus in Fur, Philomena, Zulu, and Marius
- Best Original Film Score of the Year: The Grand Budapest Hotel (Alexandre Desplat)
- Best Original Song Written Directly for a Film: "Happy" from Despicable Me 2 (Pharrell Williams)
- Discovery of the Year: Daniel Pemberton for Cuban Fury, The Counselor
- Public Choice Award: Marina (Michelino Bisceglia)
- Lifetime Achievement Award: Francis Lai
- SABAM Award For the Most Original Composition by a Young International Composer: Cyril Molesti

### 2013
- Film Composer of the Year: Mychael Danna
- Best Original Film Score of the Year: Life of Pi (Mychael Danna)
- Best Original Song Written Directly for a Film: "Skyfall" from Skyfall (Adele)
- Discovery of the Year: Dan Romer and Benh Zeitlin
- Public Choice Award: The Butterfly's Dream (Rahman Altin)
- Lifetime Achievement Award: Riz Ortolani
- SABAM Award For the Most Original Composition by a Young International Composer: Gilles Alonzo

### 2012
- Film Composer of the Year: Alberto Iglesias for Le Moine
- Best Original Film Score of the Year: Tinker, Tailor, Soldier, Spy (Alberto Iglesias)
- Best Original Song Written Directly for a Film: "Lay Your Head Down" from Albert Nobbs (Brian Byrne and Glenn Close)
- Discovery of the Year: Brian Byrne for Albert Nobbs
- Public Choice Award: W.E. (Abel Korzeniowski)
- Lifetime Achievement Award: Pino Donaggio
- SABAM Award For the Most Original Composition by a Young International Composer: Valentin Hadjadj

### 2011
- Film Composer of the Year: Alexandre Desplat for A Better Life
- Best Original Film Score of the Year: Inception (Hans Zimmer)
- Best Original Song Written Directly for a Film: "We Belong Together" from Toy Story 3 (Randy Newman)
- Discovery of the Year: Alex Heffes for The First Grader
- Public Choice Award: 127 Hours (A. R. Rahman)
- Lifetime Achievement Award: Giorgio Moroder
- SABAM Award For the Most Original Composition by a Young International Composer: Gabriel Heinrich

### 2010
- Film Composer of the Year: Alexandre Desplat for Julie & Julia
- Best Original Film Score of the Year: Fantastic Mr. Fox (Alexandre Desplat)
- Best Original Song Written Directly for a Film: "The Weary Kind" from Crazy Heart (Ryan Bingham and T-Bone Burnett)
- Discovery of the Year: Abel Korzeniowski for A Single Man
- Public Choice Award: A Single Man (Abel Korzeniowski)
- Lifetime Achievement Award: John Barry
- SABAM Award For the Most Original Composition by a Young International Composer: Karzan Mahmood

### 2009
- Film Composer of the Year: Alexandre Desplat
- Best Original Film Score of the Year: The Curious Case of Benjamin Button (Alexandre Desplat)
- Best Original Song Written Directly for a Film: "Jai Ho" from Slumdog Millionaire (A. R. Rahman)
- Discovery of the Year: Nico Muhly for The Reader
- Public Choice Award: Twilight (Carter Burwell)
- Lifetime Achievement Award: Marvin Hamlisch
- SABAM Award For the Most Original Composition by a Young International Composer: Christopher Slaski

### 2008
- Film Composer of the Year: James Newton Howard for Charlie Wilson's War
- Best Original Film Score of the Year: Atonement (Dario Marianelli)
- Best Original Song Written Directly for a Film: "Down to Earth" from WALL-E (Peter Gabriel and Thomas Newman)
- Discovery of the Year: Marc Streitenfeld for American Gangster
- Public Choice Award: Aanrijding in Moscou (Tuur Florizoone)
- Lifetime Achievement Award: Angelo Badalamenti
- SABAM Award For the Most Original Composition by a Young International Composer: Cedric Murrath

### 2007
- Film Composer of the Year: Alexandre Desplat for The Queen
- Best Original Film Score of the Year: The Fountain (Clint Mansell)
- Best Original Song Written Directly for a Film: "You Know My Name" from Casino Royale (Chris Cornell and David Arnold)
- Discovery of the Year: Daniel Tarrab and Andres Goldstein
- Public Choice Award: The Fountain (Clint Mansell)
- Lifetime Achievement Award: Mikis Theodorakis
- SABAM Award For the Most Original Composition by a Young International Composer: Werner Viaene

### 2006
- Film Composer of the Year: Alberto Iglesias
- Best Original Film Score of the Year: The Constant Gardener (Alberto Iglesias)
- Best Original Song Written Directly for a Film: "Our Town" from Cars (Randy Newman)
- Discovery of the Year: Evanthia Reboutsika for My Father and My Son
- Public Choice Award: Brokeback Mountain (Gustavo Santaolalla)
- Lifetime Achievement Award: Peer Raben
- SABAM Award For the Most Original Composition by a Young International Composer: Alexis Koustoulidis

### 2005
- Film Composer of the Year: Angelo Badalamenti for Un long dimanche de fiançailles
- Best Original Film Score of the Year: War of the Worlds (John Williams)
- Best Original Song Written Directly for a Film: "Old Habits Die Hard" from Alfie (Dave Stewart and Mick Jagger)
- Discovery of the Year: Michael Giacchino for The Incredibles
- Public Choice Award: Alexander (Vangelis)
- Lifetime Achievement Award: Jerry Leiber and Mike Stoller
- SABAM Award For the Most Original Composition by a Young International Composer: Hannes De Maeyer

### 2004
- Film Composer of the Year: Gabriel Yared
- Best Original Film Score of the Year: Cold Mountain (Gabriel Yared)
- Best Original Song Written Directly for a Film: "You Will Be My Ain True Love" from Cold Mountain (Alison Krauss and Sting)
- Discovery of the Year: Gustavo Santaolalla for 21 Grams
- Public Choice Award: Harry Potter and the Prisoner of Azkaban (John Williams)
- Lifetime Achievement Award: Alan Bergman and Marilyn Bergman
- SABAM Award For the Most Original Composition by a Young International Composer: Steven Prengels

### 2003
- Film Composer of the Year: Elliot Goldenthal
- Best Original Film Score of the Year: Frida (Elliot Goldenthal)
- Best Original Song Written Directly for a Film: "The Hands That Built America" from Gangs of New York (William Orbit)
- Discovery of the Year: Antonio Pinto for Cidade de Deus
- Public Choice Award: The Lord of the Rings: The Two Towers (Howard Shore)
- Lifetime Achievement Award: Maurice Jarre
- SABAM Award For the Most Original Composition by a Young International Composer: Michael Vancraeynest

### 2002
- Film Composer of the Year: Patrick Doyle for Gosford Park
- Best Original Film Score of the Year: The Lord of the Rings: The Fellowship of the Ring (Howard Shore)
- Best Original Song Written Directly for a Film: "If I Didn't Have You" from Monsters, Inc. (Randy Newman)
- Discovery of the Year: Klaus Badelt for The Time Machine
- Public Choice Award: The Lord of the Rings: The Fellowship of the Ring (Howard Shore)
- Lifetime Achievement Award: George Martin
- SABAM Award For the Most Original Composition by a Young International Composer: Alex Otterlei

### 2001
- Film Composer of the Year: John Williams for Artificial Intelligence: A.I.
- Best Original Film Score of the Year: Amélie (Yann Tiersen)
- Best Original Song Written Directly for a Film: "Come What May" from Moulin Rouge! (David Baerwald and Kevin Gilbert)
- Discovery of the Year: Craig Armstrong for Moulin Rouge!
- Public Choice Award: Artificial Intelligence: A.I. (John Williams)
- Lifetime Achievement Award: Elmer Bernstein

## Filmmuziekconcerten in Gent

### 2023
- WSA Concert (Laurence Rosenthal, Eiko Ishibashi, Nicola Piovani)
- PRESS PLAY: Music in Games
- Eiko Ishibashi plays 'GIFT'
- Colin Stetson plays 'Soundtracks' & première 'GUT'

### 2022
- WSA Concert (Nainita Desai, Mark Isham, Bruno Coulais)
- Korean Composers

### 2021
- WSA Concert (Bryce Dessner, Max Richter, Eleni Karaindrou)
- Great Greek Composers

### 2020
- WSA Concert: 20th Anniversary - Tribute to the Film Composer

### 2019
- WSA Concert (Marco Beltrami, Tamar-kali, Frédéric Devreese)
- Hollywood Nightmares: Scary Symphonic Scores

### 2018
- WSA Concert (Carter Burwell, Philippe Sarde, Nicholas Britell)
- 2001 and Beyond: A Symphonic Odyssey

### 2017
- WSA Concert (David Shire, Terence Blanchard & Joe Kraemer)
- Symphonic Jazz Concert

### 2016
- WSA Concert (Ryuichi Sakamoto, Jeff Beal, Jeff Russo, Sean Callery, Daniel Pemberton)
- TV Themes Concert

### 2015
- WSA Concert (Alan Silvestri, Daniel Pemberton)
- Great British Film Music

### 2014
- WSA Concert (Cliff Martinez, Dan Romer, Francis Lai, Jef Neve)
- Nino Rota in Concert
- Charlie Chaplin's The Circus

### 2013
- WSA Concert (Alexandre Desplat, Riz Ortolani)
- Scoring for Scorsese
- 40 Years of Film Fest Gent
- The 7th Heaven Live by Kevin Toma

### 2012
- WSA Concert (James Newton Howard, Pino Donaggio)
- 007 in Concert
- The B-Movie Orchestra
- Ennio Morricone Concerto

### 2011
- WSA Concert (Hans Zimmer, Elliot Goldenthal, Howard Shore, Giorgio Moroder)
- Maestros of Suspense (Bernard Herrman, Franz Waxman)

### 2010
- WSA Concert (Angelo Badalamenti, Howard Shore, Gustavo Santaolalla, Stephen Warbeck, Craig Armstrong, Elliot Goldenthal)
- John Barry Tribute Concert
- Koyaanisqatsi in Concert

### 2009
- WSA Concert (Alexandre Desplat, Marvin Hamlisch, Marc Streitenfeld)
- Shigeru Umebayashi in Concert
- Divine Féminin: Alexandre Desplat en het Traffic Quintet
- Jef Neve Trio

### 2008
- WSA Concert (Dario Marianelli, Angelo Badalamenti, Tuur Florizoone)
- John Williams Tribute Concert
- Folk Music in Film - Kadril in Concert
- Clint Mansell in Concert
- Tribute to Anthony Minghella - Gabriel Yared in Concert

### 2007
- WSA Concert (Mychael Danna, Evanthia Reboutsika, Harry Gregson-Williams)
- Alberto Iglesias in concert
- Bajofondo Tango Club + Gustavo Santaolalla in Concert

### 2006
- WSA Concert (John Powell, Michael Giacchino, Peer Raben)
- Craig Armstrong Film Works
- Harry Potter Meets Wim Mertens

### 2005
- WSA Concert (Rachel Portman, Jerry Leiber en Mike Stoller, Gustavo Santaolalla)
- Polish Composers in Concert (Zbigniew Preisner, Wojciech Kilar, Jan A.P. Kaczmarek, Bronisław Kaper, Christopher Komeda e.a.)

### 2004
- WSA Concert (Elmer Bernstein, David Raksin, Michael Kamen, Wim Mertens)
- Jerry Goldsmith Tribute Concert
- The Lord of the Rings Symphony in Six Movements - conducted by Howard Shore

### 2003
- WSA Concert (Patrick Doyle, Hooverphonic)
- Film Music Concert by Raymond van het Groenewoud
- Fotogramma: Nicola Piovani conducts Orchestra Aracoeli

### 2002
- WSA Concert: Fenton-Delerue: A Film Music Celebration
- As Time Goes By: Roby Lakatos
- Jizo And Other Concert Works By Film Composers
- Yann Tiersen in Concert

### 2001
- WSA Concert (Gabriel Yared, Elmer Bernstein)
- Falling: The Concert featuring Praga Khan

### 2000
- Hans Zimmer Live in Concert
- Ennio Morricone Live in Ghent

### 1999
- Film Music at the Opera (Stephen Warbeck, Jean-Claude Petit, Elliot Goldenthal, Frédéric Devreese)

### 1998
- The Birth of a Score II (Michael Kamen, Edward Shearmur, Loek Dikker, Dirk Brossé, Elmer Bernstein)

### 1997
- The Birth of a Score I (Dirk Brossé, Frédéric Devreese, Leonard Rosenman, Jean-Claude Petit)

### 1995
- Pietro Mascagni in Concert

### 1994
- A Tribute to Georges Delerue - Classical Music in Film II

### 1993
- A Tribute to Bernard Hermann - Classical Music in Film I

### 1992
- Music from Films by Derek Jarman (Simon Fisher Turner)

### 1991
- Michael Nyman in Concert

### 1989
- Film Music in Europe (Frédéric Devreese, Dirk Brossé, Nicola Piovani, Peer Raben, Stanley Myers, Lukas Karitinos)

### 1988
- A Night of Great Film Music (Frédéric Devreese, Georges Delerue, Bruce Broughton, David Newman, Jean-Claude Petit)
- Toots Thielemans Film Music Concert

### 1987
- A Night to Remember: Ennio Morricone

### 1985
- A Tribute to Nino Rota